# Minkowski (krater)
Minkowski är en nedslagskrater på månens baksida. Minkowski har fått sitt namn efter fysikern och matematikern Hermann Minkowski och astronomen Rudolph Minkowski.

## Satellitkratrar
| Minkowski | Latitud | Longitud | Diameter |
| --------- | ------- | -------- | -------- |
| S         | 56.1° S | 145.6° V | 13 km    |